# Geli Raubal
Angela "Geli" Raubal (4. lipnja 1908. – 18. rujna 1931.) nećakinja Adolfa Hitlera, navodno i njegova ljubavnica, umrla u nerazjašnjenim okolnostima.
Rođena je u Linzu (Austrija) kao najstarija kći Hitlerove polusestre Angele i Lea Raubala.  Hitler ju je jako volio i jedno vrijeme je živjela s njim u Münchenu.  Iako je u München došla studirati, nije se posebno trudila oko studija i većinu je vremena provodila družeći se ujakom.  Geli je opisivana kao živahna djevojka, ne posebno lijepa, ali šarmantna i koketna.  Hitlerov odnos prema njoj bio je posesivan, autoritativan i ispunjen ljubomorom; zabranjivao joj je druženje s vršnjacima i veze s muškarcima te je neprestano bila pod nadzorom.  Jedno vrijeme imala je ljubavnu vezu s Hitlerovim vozačem Emilom Mauriceom, zbog čega je on nakratko otpušten; navodno se zaljubila i u nekog umjetnika, ali vezu su joj zabranili majka i ujak.  Iako je Hitler pokazivao sklonost prema mlađim ženama, a Geli je vrlo volio, nije moguće sa sigurnošću utvrditi pravu prirodu njegovog odnosa prema nećakinji kao ni to je li njihova veza imala seksualnu stranu.  Većina priča o njima su glasine koje su širili Hitlerovi protivnici. 
Geli je nakon nekog vremena postala nezadovoljna načinom na koji je ujak tretira.  Ne zna se je li u njegovim postupcima bilo nešto nastrano, ili ona jednostavno nije mogla trpjeti psihološki pritisak kojemu je neprestano bila izložena.  19. rujna 1931. pronađena je mrtva u Hitlerovom stanu, ustrijeljena u prsa iz njegovog pištolja; kao službeni razlog smrti navedeno je samoubojstvo.  U vrijeme njezine smrti, Hitler je bio u Nürnbergu na stranačkom sastanku; čuvši za to odmah je pohitao kući, a putem je zaustavljen zbog prebrze vožnje.  Bio je vrlo uzrujan, čak je govorio da će se i sam ubiti (slične izjave je davao i u drugim teškim situacijama).  I kasnije su suradnici opažali da je potišten, ali nije sa sigurnošću moguće znati je li uzrok tome bila smrt nećakinje ili zabrinutost zbog aktualnih političkih problema.  Neki povjesničari smatraju da ju je Hitler iskreno volio i da ga je njezina smrt duboko potresla i promijenila u negativnom smislu. 
Iako je kao službeni razlog smrti navedeno samoubojstvo, brzo su se razvile i mnoge druge teorije.  Neki sumnjaju da je Hitler imao veze u policiji koje su zataškale određene dokaze, ili da ju je čak on sam ustrijelio (što je nemoguće jer je tada bio u drugom gradu).  Ako je Hitler naručio ubojstvo da bi zataškao nekakav skandal, nerazumljivo je zašto bi se ono izvelo u njegovom stanu, izazivajući tako dodatnu pažnju javnosti.  Izvješće NSDAP-a za javnost objasnilo je smrt kao nesretan slučaj u igri pištoljem.